# Aleksej Aleksandrovič Šachmatov
Aleksej Aleksandrovič Šachmatov (in russo Алексей Александрович Шахматов?; Narva, 17 giugno 1864 – Pietrogrado, 16 agosto 1920) è stato un filologo e linguista russo.

## Biografia
Nato a Narva, nell'attuale Estonia, il 17 giugno 1864, Šachmatov fu cresciuto da suo zio vicino a Saratov, nell'attuale Russia. Frequentò una scuola pubblica a Mosca e sviluppò l'interesse per la lingua e la letteratura dell'antica lingua slava orientale in tenera età. All'età di 16 anni, i suoi articoli iniziarono a comparire nella più autorevole rivista di studi slavi dell'epoca, l'Archivio di filologia slava (in tedesco: Archiv für slavische Philologie).
Šachmatov approfondì la sua formazione presso l'Università di Mosca (1883-1887), in seguito tenendo conferenze nella stessa istituzione. La sua prima monografia, pubblicata nel 1886, esaminò la lingua di antichi atti della città di Novgorod. Nel 1891 divenne così entusiasta riguardo ad una forma di governatorato locale, lo zemstvo, che abbandonò le sue ricerche accademiche per tre anni per essere in carica di un piccolo ufficio amministrativo nel suo villaggio natale.
Nel 1894, Šachmatov tornò a Mosca e ottenne grandi consensi per il suo dottorato di ricerca. Cinque anni dopo, fu ammesso all'Accademia delle scienze russa e negli anni seguenti divenne uno degli accademici più importanti. Fece rivivere i periodici linguistici dell'Accademia, pubblicò il dizionario accademico di lingua russa e fu eletto per rappresentare l'Accademia al Consiglio di Stato della Russia Imperiale e alla Duma di Stato Imperiale.
Nel 1909, Šachmatov si trasferì per lavorare all'Università di San Pietroburgo come professore. A quell'epoca, era già stato eletto dottore honoris causa dalle Università Carolina, Università di Berlino, Accademia delle scienze polacca e molte altre società accademiche.
Šachmatov partecipò alla Commissione per lo Studio della Composizione Tribale della Popolazione delle Zone di Confine della Russia, istituita nel febbraio 1917. Contribuì anche a preparare radicali riforme dell'ortografia russa, che furono successivamente attuate dai bolscevichi nel 1918. 
Šachmatov rifiutò di lasciare Pietrogrado per l'Occidente, una decisione fatale che portò alla sua morte prematura per malnutrizione e esaurimento nel 1920. L'Accademia in seguito onorò la sua memoria e istituì uno speciale Premio Šachmatov, un riconoscimento "per le migliori opere di studio delle fonti, testologia e linguistica".